# Таларомицес шероховатосемянный
Таларо́мицес шероховатосемя́нный (лат. Talarómyces trachyspérmus) — вид грибов-аскомицетов, относящийся к роду Таларомицес (Talaromyces). Бесполую стадию ранее включали в состав рода Пеницилл (Penicillium) как Penicíllium spiculísporum (пеници́лл колоскоспо́ровый).

## Описание
Колонии на CYA на 7-е сутки 1,5—2,5 см (3—4 см при 30 °C) в диаметре, с белым и жёлтым мицелием, шерстистые. Конидиальное спороношение слабое до вовсе отсутствующего, в серо-зелёных или тускло-зелёных тонах. Реверс в центре жёлто-коричневый до светло-оранжевого, ближе к краю серовато-оранжевый до бледно-жёлтого.
На агаре с солодовым экстрактом (MEA) колонии с белым мицелием, шерстистые. Конидиальное спороношение не выражено. Реверс коричнево-оранжевый, в центре более насыщенно-окрашенный.
На агаре с дрожжевым экстрактом и сахарозой (YES) колонии с белым мицелием, слабо спороносящие, с бледно-оранжевым в центре и желтоватым ближе к краю реверсом.
На овсяном агаре (OA) колонии с белым мицелием, конидиальное спороношение не выражено. Реверс обычно бежевый. Образует клейстотеции, более обильные при 30 °C.
Клейстотеции образуются на более бедных средах, кремовые, шаровидные или почти шаровидные, мягкие, 190—650 × 170—650 мкм. Аски 7,5—11,5 × 6,5—8 мкм. Аскоспоры широкоэллипсоидальные, шиповатые, 3,5—5 × 2—3 мкм.
Конидиеносцы — одноярусные кисточки на гладкостенной ножке 15—45 мкм длиной и 1—2 мкм толщиной. Фиалиды игловидные, по 3—5 в пучке, 10—15 × 1,3—2,5 мкм. Конидии эллипсоидальные, 2—5 × 1,5—2,5 мкм, гладкостенные.

### Отличия от близких видов
Определяется по кремовым клейстотециям с шиповатыми эллипсоидальными аскоспорами. Talaromyces intermedius отличается более крупными аскоспорами и более быстрым ростом при 25 и 30 °C при отсутствии роста при 37 °C. Talaromyces assiutensis очень близок, отличается несколько большей скоростью роста при 37 °C.

## Экология и значение
Широко распространённый вид, встречающийся преимущественно в почве.

## Таксономия
Talaromyces trachyspermus (Shear) Stolk & Samson, Stud. Mycol. 2: 32 (1972). — Penicillium trachyspermum Shear, Science 16: 138 (1902).

### Синонимы
- Penicillium lehmanii Pitt, 1980
- Penicillium spiculisporum Lehman, 1920
- Penicillium trachyspermum Shear, 1902
- Talaromyces spiculisporus (Lehman) C.R.Benj., 1955
- Talaromyces trachyspermus var. macrocarpus J.E.Wright & Loewenb., 1973